# Stazione di Prato Sardo
La stazione di Prato Sardo, già stazione di Prato, è una stazione ferroviaria al servizio della frazione nuorese di Pratosardo, posta lungo la ferrovia Macomer-Nuoro.

## Storia
La nascita della stazione risale all'ultima parte dell'Ottocento, periodo in cui il Nuorese fu interessato alla costruzione di una ferrovia a scartamento ridotto che avrebbe collegato Nuoro a Macomer.
Con l'apertura il 6 febbraio 1889 del tronco Orotelli-Nuoro della linea veniva attivata anche la stazione denominata all'epoca "Prato" ad opera della Strade Ferrate Secondarie della Sardegna, società realizzatrice di scalo e linea di cui fu inoltre la prima concessionaria. L'impianto nacque originariamente per meri fini di servizio, trovandosi in una zona all'epoca isolata, e nel 1921 passò alla gestione delle Ferrovie Complementari della Sardegna.
Assunta nella prima metà del Novecento la denominazione di "Prato Sardo", la stazione fu interessata da un maggiore traffico in quegli anni dovuto alla presenza di installazioni dell'Esercito Italiano nei pressi dell'impianto; sempre nelle vicinanze dello scalo nell'ultima parte del secolo fu inoltre realizzata la zona industriale nuorese. Nel 1989 la gestione della stazione passò alle Ferrovie della Sardegna e da queste all'ARST nel 2010. Nello stesso anno la linea fu chiusa per quasi un biennio per l'esecuzione di lavori di ammodernamento che interessarono anche gli impianti della stazione, che tuttavia al momento della riapertura nel 2012 vide ridursi da tre a due il numero di binari presenti con la dismissione del tronchino che serviva lo scalo merci, in disuso dopo la cessazione del servizio durante la gestione FdS.

## Strutture e impianti
Posta nella parte sud-orientale della frazione nuorese di Pratosardo, la stazione presenta caratteristiche di scalo passante ed è dotata complessivamente di due binari a scartamento da 950 mm, di cui il primo di corsa ed il secondo di incrocio, entrambi dotati di banchine poste alle estremità del sedime ed attrezzati per la ricezione di treni viaggiatori.
In passato dal binario uno aveva origine anche un tronchino (poi rimosso per la realizzazione di una nuova banchina nei primi anni dieci) che terminava dinanzi al dismesso scalo merci della stazione, composto anche da un piano caricatore e da un magazzino merci. Quest'ultimo è adiacente all'edificio principale della stazione, il fabbricato viaggiatori, una costruzione (chiusa al pubblico) a due piani a pianta rettangolare e tre luci sul lato binari. L'impianto è impresenziato.

## Movimento
La stazione è servita dai treni dell'ARST operativi lungo la Macomer-Nuoro: i due capolinea sono anche i centri maggiori raggiungibili dalle relazioni che interessano lo scalo. Le relazioni vengono espletate nei giorni feriali, mentre nelle domeniche e nei festivi non vengono effettuati treni, in luogo dei quali vengono svolte alcune autocorse sostitutive.

## Servizi
In passato la stazione era dotata di una sala d'attesa e di servizi igienici, non più a disposizione dell'utenza.